# Agrias decora
Agrias decora är en fjärilsart som beskrevs av Peter William Michael 1933. Agrias decora ingår i släktet Agrias och familjen praktfjärilar. Inga underarter finns listade i Catalogue of Life.